# 河水山
河水山是新加坡红山規劃區的分區。地理上在亞歷山大溝渠以南，金聲路和歐南路以西，锡安路（Zion Road）和河水山路以北；立达路（Delta Road）和立达路下段（Lower Delta Road）以東
。

## 名稱由來
河水山（Bukit Ho Swee）一名源自馬來語和閩南語：Bukit 在馬來語中是山的意思，而Ho Swee 是為了紀念一位有影響力的華裔鴉片和蒸餾酒生產者、木材商人和船東，戴河水(1834–‍1903)。他也是新加坡第一位鴉片和烈酒商人戴炫（戴漢良）的兒子。當 Bukit Ho Swee 於 1907 年正式命名時，這裡是一個擁有許多木板屋和亞答屋的地區。

## 歴史
河水山一直是一個著名的華人社區。其歷史可以追溯到新加坡受英國統治時期，當時只是一個計劃外的自建小鎮，由茅草屋頂的木結構小屋建成，人口約 20,000 人。
1961年5月25日，河水山發生大火，摧毀了近16,000人的房屋，規模遠遠超過了以往歷次火災。
作為建屋發展局將當地居民遷入組屋計劃的一部分，於1967年在河水山開設了一所學校為居民提供服務，即河水山中學，位於立达路下段（Lower Delta Road）。

## 設施
河水山現為住宅區。交通上鄰近東西線的中峇魯地鐵站及湯申－東海岸線的合樂地鐵站。附近的學校和教育機構包括亞歷山大小學、彰德小學、顏永成學校、歐南中學和杜克-新加坡國立大學研究生醫學院。另外，當地有兩個小販中心，分別是乌桥头巴剎和合樂熟食中心。
整個河水山及其鄰近地區目前由惹蘭勿剎市鎮理事會 (Jalan Besar Town Council) 管理。